# Meigné-le-Vicomte
Meigné-le-Vicomte település Franciaországban, Maine-et-Loire megyében. Lakosainak száma 335 fő (2018. január 1.). Meigné-le-Vicomte Channay-sur-Lathan, Lublé, Marcilly-sur-Maulne, Breil, Chalonnes-sous-le-Lude, Dénezé-sous-le-Lude és Noyant községekkel határos.

## Népesség
A település népességének változása:
| Lakosok száma | 504  | 405  | 385  | 328  | 322  | 300  | 308  | 323  | 331  | 335  |
|               | 1968 | 1975 | 1982 | 1990 | 1999 | 2011 | 2013 | 2015 | 2017 | 2018 |